# 포브스 코리아 파워 셀러브리티 40

포브스의 로고

포브스 코리아 파워 셀러브리티 40(영어: Forbes Korea Power Celebrity 40)은 포브스 코리아가 2009년부터 매년 발표하는 인물들의 목록이다. 미국 포브스가 매년 선정하는 '최고수입 셀러브리티 100(영어: Highest-paid Celebrity 100)'의 대한민국판으로 스포츠, 음악, 예술, 영화, 텔레비전 관련 분야에서 활동하고 있는 대한민국의 유명인들을 대상으로 이들의 업적, 미디어 출현 빈도, 소셜 미디어 인기도, 선정 연도 기준 작년도 수입 등 여러 부문에서 각각 점수를 매겨 가장 많은 점수를 받은 인물 순서대로 40명을 선정하고 이들을 '대한민국에서 가장 많은 영향력을 가진 40명의 유명인'으로 발표하는 방식으로 진행된다. 선정된 40명과 이들의 순위는 포브스 코리아 홈페이지에 공개된다.

## 선정 방법
셀럽의 한 해 수입을 기준(50%)으로 하되, 여기에 언론, 소셜미디어, 방송 영향력을 수치화(50%)하고 4개 지표를 합산해 총점을 산출한다. 활동 영역이 다른 셀럽들을 각각 비교할 수 있는 총점을 부과하기 위해 수천 건의 집계와 계산이 이루어지며 수상 연도에 다음카카오포털에서 검색수가 높은 가수·배우·방송인·스포츠 스타 100명을 후보로 선정한다. 사법적인 논란이 있는 인물을 필터링한 후, 포브스코리아에서 수입, 언론노출, 방송활동, 소셜미디어 수치를 조사하고 통계기법을 적용해 총점을 산출한다.
'수입' 부문은 셀럽들의 주요 소득을 추산할 수 있는 모든 방법(업계 통상기준, 작품활동, 국내외 집계 사이트, 인터뷰, 국세청, 판례 등)을 동원한다. '주요 소득' 부문은 음원, 공연, 영화·방송 출연료, 광고, 연봉으로 한정하며 '언론노출' 부문은 국내 5대 종합지의 헤드라인에 언급된 빈도수를 인물별로 뉴스빅데이터 분석서비스 '빅카인즈'에서 추출한다. '소셜미디어' 부문은 셀럽들이 가장 많이 이용하는 인스타그램과 유튜브의 팔로워 수를 4월 1일 기준으로 조사해 합산한다. '방송' 부문은 전 연령대를 아우르는 시청자들 사이에서의 셀럽 인지도를 판단하기 위해 해당 후보의 대한민국 내 방송 활동을 조사한다. 조사 기간에 출연한 드라마나 예능 프로그램 리스트를 뽑아 각각 최고 시청률 등을 조사하며 시청률에 따라 프로그램별·구간별로 최고 5점에서 최저 1점을 부여하며 여기에 국내외 각종 수상 내역과 횟수를 기준으로 가점을 부가한다.
4개 부문의 수치는 범위가 크게 다르므로 최솟값과 최댓값을 기준으로 정규화(0~1 사이의 수치로 변환)하고 각각의 비중을 곱해 합산한다. 조사된 각각의 실수치는 공개하지 않으나 그 차이를 직관적으로 비교할 수 있게 시각 자료로 변환한다.

## 연도별 수상자 종합순위 40명

### 2023년
| 순위 | 이름       | 선정 당시 직업 |
| ---- | ---------- | -------------- |
| 1    | 방탄소년단 | 보이 그룹      |
| 2    | 손흥민     | 축구 선수      |
| 3    | BLACKPINK  | 걸 그룹        |
| 4    | 송중기     | 배우           |
| 5    | 유재석     | 방송인         |
| 6    | 임영웅     | 가수           |
| 7    | 손석구     | 배우           |
| 8    | 장민호     | 가수           |
| 9    | 장윤정     | 가수           |
| 10   | 영탁       | 가수           |
| 11   | 박은빈     | 배우           |
| 12   | 이준호     | 배우           |
| 13   | 김지은     | 배우           |
| 14   | 김희재     | 가수           |
| 15   | 이승기     | 방송인         |
| 16   | 이찬원     | 가수           |
| 17   | 조규성     | 축구 선수      |
| 18   | 아이유     | 가수           |
| 19   | 윤아       | 배우           |
| 20   | 이세영     | 배우           |
| 21   | 김준호     | 방송인         |
| 22   | 이종석     | 배우           |
| 23   | 김지민     | 방송인         |
| 24   | 배다빈     | 배우           |
| 25   | 송혜교     | 배우           |
| 26   | 김세정     | 배우           |
| 27   | NewJeans   | 걸 그룹        |
| 28   | 김태리     | 배우           |
| 29   | 이승윤     | 가수           |
| 30   | 정동원     | 가수           |
| 31   | 박지현     | 가수           |
| 32   | 김호중     | 가수           |
| 33   | 안효섭     | 배우           |
| 34   | 김민재     | 축구 선수      |
| 35   | 이정후     | 야구 선수      |
| 36   | 남주혁     | 배우           |
| 37   | 김혜수     | 배우           |
| 38   | IVE        | 가수           |
| 39   | 송가인     | 가수           |
| 40   | 강태오     | 배우           |

### 2024년
| 순위 | 이름        | 선정 당시 직업 |
| ---- | ----------- | -------------- |
| 1    | BLACKPINK   | 걸 그룹        |
| 2    | 손흥민      | 축구 선수      |
| 3    | NewJeans    | 걸 그룹        |
| 4    | 김민재      | 축구 선수      |
| 5    | 임영웅      | 가수           |
| 6    | 이정후      | 야구 선수      |
| 7    | 지민        | 가수           |
| 8    | 이강인      | 축구 선수      |
| 9    | 정국        | 가수           |
| 10   | IVE         | 가수           |
| 11   | 차은우      | 가수           |
| 12   | 장민호      | 가수           |
| 13   | 이상민      | 방송인         |
| 14   | 덱스        | 방송인         |
| 15   | 안은진      | 배우           |
| 16   | 이찬원      | 가수           |
| 17   | 김호중      | 가수           |
| 18   | 기안84      | 방송인         |
| 19   | 김하성      | 야구 선수      |
| 20   | 이준호      | 배우           |
| 21   | 유재석      | 방송인         |
| 22   | 손태진      | 가수           |
| 23   | 엄정화      | 방송인         |
| 24   | LE SSERAFIM | 걸 그룹        |
| 25   | 윤아        | 배우           |
| 26   | 손석구      | 배우           |
| 27   | 이승기      | 배우           |
| 28   | 남궁민      | 배우           |
| 29   | 영탁        | 가수           |
| 30   | 아이유      | 가수           |
| 31   | 박은빈      | 배우           |
| 32   | 류현진      | 야구 선수      |
| 33   | 임지연      | 배우           |
| 34   | 이세영      | 배우           |
| 35   | 성시경      | 방송인         |
| 36   | 고윤정      | 배우           |
| 37   | 박지현      | 배우           |
| 38   | 정동원      | 가수           |
| 39   | 박서진      | 가수           |
| 40   | 신혜선      | 배우           |

## 연도별 수상자 상위 10명

### 2009년
| 순위 | 이름     | 선정 당시 직업    |
| ---- | -------- | ----------------- |
| 1    | 김연아   | 피겨스케이팅 선수 |
| 2    | 빅뱅     | 보이 그룹         |
| 3    | 원더걸스 | 걸 그룹           |
| 4    | 이효리   | 가수              |
| 5    | 소녀시대 | 걸 그룹           |
| 6    | 박지성   | 축구 선수         |
| 7    | 이승엽   | 야구 선수         |
| 8    | 비       | 가수              |
| 9    | 유재석   | 방송인            |
| 10   | 김태희   | 배우              |

### 2010년
| 순위 | 이름     | 선정 당시 직업    |
| ---- | -------- | ----------------- |
| 1    | 김연아   | 피겨스케이팅 선수 |
| 2    | 소녀시대 | 걸 그룹           |
| 3    | 박지성   | 축구 선수         |
| 4    | 이병헌   | 배우              |
| 5    | 빅뱅     | 보이 그룹         |
| 6    | 고현정   | 배우              |
| 7    | 이승기   | 가수, 배우        |
| 8    | 이효리   | 가수              |
| 9    | 유재석   | 방송인            |
| 10   | 강호동   | 방송인            |

### 2011년
| 순위 | 이름     | 선정 당시 직업    |
| ---- | -------- | ----------------- |
| 1    | 소녀시대 | 걸 그룹           |
| 2    | 박지성   | 축구 선수         |
| 3    | 김연아   | 피겨스케이팅 선수 |
| 4    | 이승기   | 가수, 배우        |
| 5    | 2PM      | 보이 그룹         |
| 6    | 유재석   | 방송인            |
| 7    | 이청용   | 축구 선수         |
| 8    | 2AM      | 보이 그룹         |
| 9    | 추신수   | 야구 선수         |
| 10   | 강호동   | 방송인            |

### 2012년
| 순위 | 이름     | 선정 당시 직업    |
| ---- | -------- | ----------------- |
| 1    | 소녀시대 | 걸 그룹           |
| 2    | 빅뱅     | 보이 그룹         |
| 3    | 아이유   | 가수, 배우        |
| 4    | 카라     | 걸 그룹           |
| 5    | 김연아   | 피겨스케이팅 선수 |
| 6    | 이승기   | 가수, 배우        |
| 7    | 박지성   | 축구 선수         |
| 8    | 김태희   | 배우              |
| 9    | 비스트   | 보이 그룹         |
| 10   | 박태환   | 수영 선수         |

### 2013년
| 순위 | 이름       | 선정 당시 직업    |
| ---- | ---------- | ----------------- |
| 1    | 싸이       | 가수              |
| 2    | 소녀시대   | 걸 그룹           |
| 3    | 손연재     | 리듬 체조 선수    |
| 4    | 김수현     | 배우              |
| 5    | 빅뱅       | 보이 그룹         |
| 6    | 박태환     | 수영 선수         |
| 7    | 송중기     | 배우              |
| 8    | 아이유     | 가수, 배우        |
| 9    | 김연아     | 피겨스케이팅 선수 |
| 10   | 슈퍼주니어 | 보이 그룹         |

### 2014년
| 순위 | 이름     | 선정 당시 직업    |
| ---- | -------- | ----------------- |
| 1    | 소녀시대 | 걸 그룹           |
| 2    | 빅뱅     | 보이 그룹         |
| 3    | 수지     | 가수, 배우        |
| 4    | 류현진   | 야구 선수         |
| 5    | EXO      | 보이 그룹         |
| 6    | 추신수   | 야구 선수         |
| 7    | 동방신기 | 보이 그룹         |
| 8    | 샤이니   | 보이 그룹         |
| 9    | 김연아   | 피겨스케이팅 선수 |
| 10   | 아이유   | 가수, 배우        |

### 2015년
| 순위 | 이름     | 선정 당시 직업    |
| ---- | -------- | ----------------- |
| 1    | EXO      | 보이 그룹         |
| 2    | 김수현   | 배우              |
| 3    | 김연아   | 피겨스케이팅 선수 |
| 4    | 전지현   | 배우              |
| 5    | 손연재   | 리듬 체조 선수    |
| 6    | 이승기   | 가수, 배우        |
| 7    | 류현진   | 야구 선수         |
| 8    | 손흥민   | 축구 선수         |
| 9    | 소녀시대 | 걸 그룹           |
| 10   | 씨스타   | 걸 그룹           |

### 2016년
| 순위 | 이름     | 선정 당시 직업 |
| ---- | -------- | -------------- |
| 1    | EXO      | 보이 그룹      |
| 2    | 유아인   | 배우           |
| 3    | 혜리     | 가수, 배우     |
| 4    | 소녀시대 | 걸 그룹        |
| 5    | 김수현   | 배우           |
| 6    | 빅뱅     | 보이 그룹      |
| 7    | 박인비   | 골프 선수      |
| 8    | 비       | 가수           |
| 9    | 아이유   | 가수, 배우     |
| 10   | 강정호   | 야구 선수      |

### 2017년
| 순위 | 이름       | 선정 당시 직업 |
| ---- | ---------- | -------------- |
| 1    | 박보검     | 배우           |
| 2    | 송중기     | 배우           |
| 3    | 트와이스   | 걸 그룹        |
| 4    | EXO        | 보이 그룹      |
| 5    | 방탄소년단 | 보이 그룹      |
| 6    | 수지       | 가수, 배우     |
| 7    | 송혜교     | 배우           |
| 8    | 김유정     | 배우           |
| 9    | 조정석     | 배우           |
| 10   | 오승환     | 야구 선수      |

### 2018년
| 순위 | 이름       | 선정 당시 직업    |
| ---- | ---------- | ----------------- |
| 1    | 방탄소년단 | 보이 그룹         |
| 2    | 워너원     | 보이 그룹         |
| 3    | 트와이스   | 걸 그룹           |
| 4    | EXO        | 보이 그룹         |
| 5    | 아이유     | 가수, 배우        |
| 6    | 송혜교     | 배우              |
| 7    | 송중기     | 배우              |
| 8    | 박보검     | 배우              |
| 9    | 김연아     | 피겨스케이팅 선수 |
| 10   | 류현진     | 야구 선수         |

### 2019년
| 순위 | 이름       | 선정 당시 직업    |
| ---- | ---------- | ----------------- |
| 1    | BLACKPINK  | 걸 그룹           |
| 2    | 방탄소년단 | 보이 그룹         |
| 3    | 워너원     | 보이 그룹         |
| 4    | 강다니엘   | 가수              |
| 5    | 레드벨벳   | 걸 그룹           |
| 6    | 박나래     | 희극 배우, 방송인 |
| 7    | 홍진영     | 가수              |
| 8    | 한지민     | 배우              |
| 9    | 손흥민     | 축구 선수         |
| 10   | EXO        | 보이 그룹         |

### 2020년
| 순위 | 이름       | 선정 당시 직업 |
| ---- | ---------- | -------------- |
| 1    | 방탄소년단 | 보이 그룹      |
| 2    | 류현진     | 야구 선수      |
| 3    | BLACKPINK  | 걸 그룹        |
| 4    | 손흥민     | 축구 선수      |
| 5    | 봉준호     | 영화 감독      |
| 6    | 전현무     | 방송인         |
| 7    | 박나래     | 방송인         |
| 8    | 이수근     | 방송인         |
| 9    | 트와이스   | 걸 그룹        |
| 10   | 김희철     | 가수, 방송인   |

### 2021년
| 순위 | 이름       | 선정 당시 직업 |
| ---- | ---------- | -------------- |
| 1    | 방탄소년단 | 보이 그룹      |
| 2    | BLACKPINK  | 걸 그룹        |
| 3    | 류현진     | 야구 선수      |
| 4    | 손흥민     | 축구 선수      |
| 5    | 임영웅     | 가수           |
| 6    | 김광현     | 야구 선수      |
| 7    | 유재석     | 방송인         |
| 8    | 영탁       | 가수           |
| 9    | 정동원     | 가수           |
| 10   | 장윤정     | 가수           |

### 2022년
| 순위 | 이름       | 선정 당시 직업 |
| ---- | ---------- | -------------- |
| 1    | 방탄소년단 | 보이 그룹      |
| 2    | BLACKPINK  | 걸 그룹        |
| 3    | 손흥민     | 축구 선수      |
| 4    | 류현진     | 야구 선수      |
| 5    | 이찬원     | 가수           |
| 6    | 이승기     | 가수, 배우     |
| 7    | 임영웅     | 가수           |
| 8    | 윤여정     | 배우           |
| 9    | 유재석     | 방송인         |
| 10   | 장민호     | 가수           |

### 2023년
| 순위 | 이름       | 선정 당시 직업 |
| ---- | ---------- | -------------- |
| 1    | 방탄소년단 | 보이 그룹      |
| 2    | 손흥민     | 축구 선수      |
| 3    | BLACKPINK  | 걸 그룹        |
| 4    | 송중기     | 배우           |
| 5    | 유재석     | 방송인         |
| 6    | 임영웅     | 가수           |
| 7    | 손석구     | 배우           |
| 8    | 장민호     | 가수           |
| 9    | 장윤정     | 가수           |
| 10   | 영탁       | 가수           |

### 2024년
| 순위 | 이름      | 선정 당시 직업 |
| ---- | --------- | -------------- |
| 1    | BLACKPINK | 걸 그룹        |
| 2    | 손흥민    | 축구 선수      |
| 3    | NewJeans  | 걸 그룹        |
| 4    | 김민재    | 축구 선수      |
| 5    | 임영웅    | 가수           |
| 6    | 이정후    | 야구 선수      |
| 7    | 지민      | 가수           |
| 8    | 이강인    | 축구 선수      |
| 9    | 정국      | 가수           |
| 10   | IVE       | 가수           |

### 2025년
| 순위 | 이름   | 선정 당시 직업 |
| ---- | ------ | -------------- |
| 1    | 아이유 | 가수, 배우     |
| 2    | 손흥민 | 축구 선수      |
| 3    | aespa  | 걸 그룹        |
| 4    | 전현무 | 방송인         |
| 5    | 임영웅 | 가수           |
| 6    | 페이커 | 프로게이머     |
| 7    | 이정후 | 야구 선수      |
| 8    | 세븐틴 | 보이 그룹      |
| 9    | 이강인 | 축구 선수      |
| 10   | 유재석 | 방송인         |